# 核桃彝族白族乡
核桃彝族白族乡是中华人民共和国贵州省毕节市大方县下辖的一个民族乡。

## 行政区划
核桃彝族白族乡下辖以下村级行政区划单位：
文坪村、双龙村、中坝村、木寨村、核桃村、伐木村、民生村、营光村和石艳村。